# Rinorea claessensii
Rinorea claessensii är en violväxtart som beskrevs av De Wild.. Rinorea claessensii ingår i släktet Rinorea och familjen violväxter. Inga underarter finns listade i Catalogue of Life.